# Áustria nos Jogos Olímpicos de Inverno de 1924
A Áustria participou dos Jogos Olímpicos de Inverno de 1924, em Chamonix, França.
Terminou em 3º no quadro de medalhas.

## Medalhas
| Atleta                         | Esporte             | Evento               | Medalha |
| ------------------------------ | ------------------- | -------------------- | ------- |
| Herma Planck-Szabó             | Patinação artística | Individual feminino  | Ouro    |
| Helene Engelmann Alfred Berger | Patinação artística | Duplas               | Ouro    |
| Willy Böckl                    | Patinação artística | Individual masculino | Prata   |

## Curiosidades
- Todos os atletas que representavam à Áustria ganharam medalhas.[1]